# Sejong
Sejong (kor.: 세종; * 15. Mai 1397, Hanseong, Joseon; † 8. April 1450, ebenda) war während seiner Regierungszeit von 1418 bis 1450 der 4. König der Joseon-Dynastie (조선 왕조) (1392–1910) in Korea. Er gilt als der Erfinder des koreanischen Alphabets.
König Sejong wird als weisester und talentiertester König in der Geschichte Koreas angesehen und gehört neben König Gwanggaeto (광개토) von Goguryeo (고구려) zu den beiden einzigen Königen Koreas, die posthum mit dem Zusatz der Große geehrt wurden.

## Leben
Sejong wurde am 15. Mai 1397 (10. April nach dem Mondkalender) im Bezirk Chunsu von Hanseong, der damaligen Hauptstadt des Joseon-Reiches, als dritter Sohn des Königs Taejong (태종) mit dem Namen Do (도) geboren. Seine Mutter war Königin Wongyeong (원경). Im Alter von zwölf Jahren ernannte ihn sein Vater zum Prinzen und er erhielt damit den Namen Chungnyeong (MCR Ch'ungnyŏng Hangeul 충녕 Hanja 忠寧). Vier Jahre später stieg er mit 16 Jahren in der Hierarchie am Hofe zum Großprinzen auf. Da sich sein Vater über das Verhalten seines Bruders, dem Erstgeborenen und zum Thronfolger ernannten Prinz Yangnyeong (양녕) erzürnt hatte, ernannte er ihn im Juni 1418 zum Kronprinzen. Zwei Monate später im August 1418 dankte König Taejong ab und Chungnyeong wurde im September 1418 inthronisiert. Der Name Sejong, der übersetzt so viel bedeutet wie: „epochaler Vorfahre“, wurde ihm aufgrund seiner Leistung für das Volk und die Wissenschaft allerdings erst nach seinem Tod verliehen. In der Geschichte fand er deshalb als König Sejong Eingang.
König Sejong war mit Königin Soheon (소헌) verheiratet und hatte mit ihr zusammen zehn Kinder, zwei Töchter und acht Söhne, von denen der Erstgeborene später als König Munjong (문종) sein Nachfolger und sein zweitgeborener Sohn später als König Sejo (세조) der 7. König Joseons wurde.
Während seines Lebens litt König Sejong an Diabetes und später an einer Lähmung. Auch der frühe Tod seiner Frau und einiger seiner Söhne setzten ihm zu. Doch trotz dieser Beeinträchtigungen regierte er das Land, leitete die sechs Ministerien des Landes, kümmerte sich um die Stärkung des Staates und seines Militärs, sorgte sich um die Verbesserung in der Landwirtschaft, war an Wissenschaft und Technologie interessiert und schuf nicht zuletzt das koreanische Alphabet.
König Sejong starb am 8. April 1450 und wurde zusammen mit seiner Frau Königin Soheon in der königlichen Grabanlage Yeongneung (영릉) in der Stadt Yeoju (여주) der Provinz Gyeonggi-do (경기도) bestattet. 1973 wurden Grabbeilagen dem Grab entnommen und in der Sejongdaewang Ginyeomgwan (세종대왕 기념관 ‚Großen Erinnerungshalle‘) im Stadtteil Cheongnyangni-dong (청량리동) in Seoul ausgestellt.

## Wesen und Intellekt
König Sejong wird in der Literatur schon als Jugendlicher als intelligent, wissbegierig und fleißig beschrieben und in seiner späteren Rolle als König offen für neue Ideen und stets am weiteren Lernen interessiert. Obwohl zu seinen Lebzeiten ein Kult um ihn als König zelebriert wurde, der zum Beispiel darin bestand, dass wenn Sejong außerhalb seinen Palastes offiziell unterwegs war, die einfachen Leute ihre Fenster abdecken und, damit Anblicke des einfachen Volkes ihn nicht beeinträchtigen konnten, sie sich mit ihrem Rücken zu ihm drehen mussten, wurde ihm nachgesagt, dass er sein Volk liebte und sein Verständnis als König darin bestand, seinem Volk zu dienen und dafür zu sorgen, dass es ihm besser gehen würde. Er glaubte daran, dass die Menschen des Volkes die Wurzeln des Staates bildeten, und eine ausreichenden Ernährung unentbehrlich dafür war, dass Menschen sich bilden und weise werden konnten. So hatte er ein starkes Interesse daran, die Landwirtschaft durch Wissenschaft und Technologie zu fördern und so die Ernährungssituation des Volkes zu verbessern.
Sejong war grundsätzlich am Wohlergehen seines Volkes interessiert und besaß als Herrscher die Fähigkeit zur Anteilnahme. So erließ er als Beispiel im November 1412 die Anordnung, Personen unter 15 Jahre und Ältere über 70 Jahre bei Vergehen nicht zu inhaftieren, da er eine Gefängnisstrafe als Martyrium ansah. Auch galt Sejong als sparsam in Bezug auf seine eigene Person. Wenn möglich, verwendete er bereits gebrauchtes Material, trug abgetragene Kleidung, wenn er sich inoffiziell im Palast aufhielt, und ließ den östlichen Teil des Gyonghoe-Pavillons mit einfachen Baumaterialien errichten.

## Leistungen und Werke

### Koreanisches Alphabet
König Sejongs herausragendste und wohl bekannteste Leistung war die Entwicklung eines koreanischen Alphabets (Hangeul) und der dazugehörigen Schrift. Im Winter 1443/44 machte er erstmals das von ihm entwickelte Alphabet bekannt und proklamierte es formal im Oktober 1446 als Hunminjeongeum (훈민정음), was als „Die richtigen Laute zur Unterweisung des Volkes“ übersetzt werden kann. Seine Beweggründe und Absicht zur Entwicklung des Alphabets wird durch das folgende ins Deutsche übersetzte Geleitwort zum Hunminjeongeum deutlich, in dem er schrieb:

„Die gesprochene Sprache unseres Landes ist anders als die von China und passt auch nicht zu den chinesischen Schriftzeichen. Deswegen gibt es viele ungebildete Menschen, die gerne etwas niederschreiben würden, aber ihre Gefühle schriftlich nicht ausdrücken können. Über diese Tatsache bin ich sehr erschüttert, und so erfand ich 28 neue Buchstaben. Jeder soll diese Buchstaben zu seiner Erleichterung lernen und sie im täglichen Leben anwenden.“

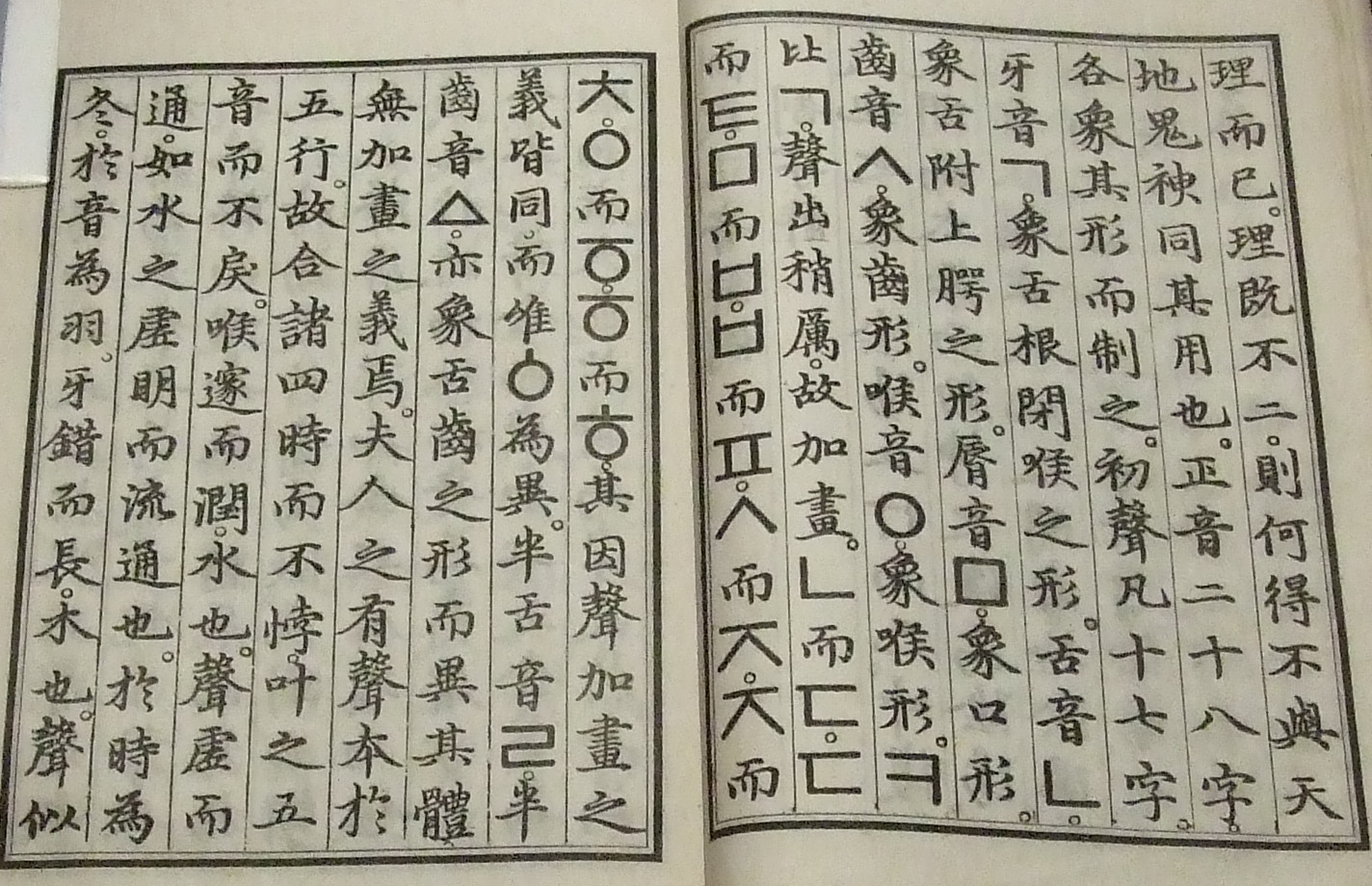
Zwei Seiten der Proklamationsschrift des Hunminjeongeum (National Museum Korea)

Die Entwicklung des Alphabets benötigte über 10 Jahre, und König Sejong betrieb die wissenschaftliche Erforschung der koreanischen Sprache, seiner Laute und des Systems seiner Darstellung mit viel Engagement und bezog seine Kinder sowie wenige Eingeweihte am Hofe in seine Arbeit ein. Er sendete dreizehn Mal einen seiner Gelehrten nach China zum Phonologen Huang Tsan, um sich Rat zu holen, und war so beschäftigt mit seinem Projekt, dass seine Gelehrten am Hofe manchmal verzweifelten. Auch erntete er erheblichen Widerspruch und Widerstände unter seinen Gelehrten, die an der traditionellen Verwendung der chinesischen Schrift festhalten wollten.
König Sejongs Proklamation des Hunminjeongeum rief den einflussreichsten Gelehrten Choe Manri (최만리) auf den Plan, der die phonetische Schrift als etwas „Barbarisches“ brandmarkte und die Meinung vertrat, dass die chinesische Schrift als Privileg der herrschende Klasse erhalten bleiben sollte und nicht, wie König Sejong beabsichtigte, die Schrift dem Volk zum Erlernen zur Verfügung stellen wollte. Nach Sejongs Tod sollte sich das Hangeul zunächst nicht verbreiten, hielten die Gelehrten doch am Chinesischen fest. Unter König Yeonsangun (연산군) wurde die Schrift 1504 sogar verboten, erfuhr aber ab dem 17. Jahrhundert über die Literatur seine Wiederauferstehung.
König Sejongs Proklamation des Hangeul war lange Zeit verschollen und wurde 1940 durch Zufall in der Stadt Andong (안동) in seinem Original wiedergefunden. In Gedenken der Proklamation des Hangeul durch König Sejong wurde der 9. Oktober in Südkorea zum nationalen Feiertag erhoben.

### Königliches Forschungsinstitut
Jiphyeonjeon (집현전) (Versammlungshalle der Weisen), wie das königliche Forschungsinstitut genannt wurde und das König Sejong im März 1420 gegründet hatte, war auf dem Palastgelände angelegt und gab zunächst Raum für zehn Wissenschaftler, später über zwanzig, deren Aufgabe es war, in den unterschiedlichsten Fachbereichen zu forschen, Lösungen für die Fragen jener Zeit zu präsentieren und beratende Funktion für den König und der Regierung zu übernehmen. In den 36 Jahren seiner Existenz, beherbergte die Institution zu Spitzenzeiten 32 Wissenschaftler und gab rund 80 neue wissenschaftliche Werke in den Bereichen Politik, Geschichte, Literatur, Linguistik, Philosophie, Musik, Medizin, Landwirtschaft, Astronomie und weiteren Fachgebieten heraus. Die Institution erlangte trotz ihres relativ kurzen Bestehens Anerkennung und Ruhm und verweist auf zahlreiche Errungenschaften seiner Zeit, die heute einen wichtigen Bestandteil des kulturellen Erbes Koreas darstellen.

### Landwirtschaft
Da die Erträge aus der Landwirtschaft in den verschiedenen Regionen Joseons ungleich verteilt waren, ließ König Sejong im 10. Jahr seiner Regentschaft seine Experten jene Bauern nach ihren Anbautechniken befragen, die besonders gute Erträge erwirtschafteten. Zusammen mit dem Wissen, welche der fünf wichtigsten Ackerpflanzen für welche Böden am besten geeignet waren, ließ er die Landwirtschaft im Lande optimieren und die Anbaurotation einführen. Im Nongsa Jikseol (농사직설) (Landwirtschaft direkte Rede), das im Mai 1429 herausgegeben wurde, wurde all das zusammengetragene Wissen veröffentlicht. Neben den verschiedenen Anbaumethoden wurde auch die Verwendung von Düngemitteln in dem Werk ausführlich beschrieben. So konnte unter anderem die landwirtschaftliche Fläche, die zur Bearbeitung im Land zur Verfügung stand, von 923.000 Kyŏl (Hanja 結) im Jahr 1404 auf 1.655.234 Kyŏl in der Regierungszeit von König Sejong erhöht werden.
Die Kenntnis über die für die Landwirtschaft ausreichende Regenmenge schien König Sejong auch von großer Bedeutung. So ließ er ein Messgerät zur Bestimmung des Niederschlags entwickeln, das 1414 eingeführt wurde. Auch Aufzeichnungen von Messungen, wie tief der Regen in den Boden einsickert, waren Bestandteil der Untersuchungen. All dies Wissen sollte eine bessere Bewirtschaftung der Felder ermöglichen.

### Medizin
1433, im fünfzehnten Regierungsjahr von König Sejong, wurde das Werk des Hyangyak Jipseongbang (향약집성방, Hanja 鄕藥集成方) veröffentlicht. Sejong sandte zuvor seine Gelehrten in andere Länder, damit sie dort Wissen über Heilpflanzen erwarben. Er ließ das Wissen des eigenen Landes studieren, Forschung betreiben und Rezepturen für die Anwendung von Heilkräutern ermitteln. Das Werk enthielt schließlich das Wissen um 374 verschiedene Kräuter, 109 Mineralien, 220 tierische Produkte und die Erfahrung über das Wirken von 703 verschiedenen Wirkstoffen. Außerdem behandelte es die Heilung von 959 Krankheiten und machte sich dabei das Wissen aus über 160 chinesischen Werken zunutze. 1445 erfolgte dann die Veröffentlichung der Uibang Yuchwi (의방유취, Hanja 醫方類聚), einem 365-bändigen Werk, das als medizinische Enzyklopädie herausgegeben wurde. Eine weitere Entwicklung in der Medizin machte König Sejongs Bemühen in Sachen forensischer Medizin, bei der die Ursachen von Todesfällen oder Verletzungen ermittelt wurden.

### Erfindungen
König Sejong war an der Verbesserung der Drucktechniken, der Bestimmung der Zeit und an der Astronomie interessiert. Da er den Wunsch hatte, dass möglichst viele seiner Untertanen in den Genuss von Bildung kamen, war eine effiziente Drucktechnik zur Erhöhung der Anzahl Drucke pro Zeitspanne wichtig. So gab er Anweisungen zur Verbesserung der Drucktechnik und zur Entwicklung neuer Schriftarten.
1446 ließ er, um die Seele seiner verstorbenen Frau Soheon (소헌) zu trösten, das Werk Seokpo sangjeol (Die Lebensgeschichte des Buddha) herausgeben. Als Trauerbuch verfasst, stellt es das erste Werk dar, das in sinokoreanischen Zeichen (Hanja) und den neuen, von ihm entwickelten koreanischen Buchstaben (Hangeul) geschrieben und erstmals mit beweglichen Metalllettern gedruckt wurde.
Des Weiteren bestand König Sejong darauf, für das Joseon-Reich einen eigenen von China unabhängigen Almanach zu entwickeln, in dem Hanseong, die Hauptstadt des Reiches, der Bezugspunkt war. Hierzu gab er Anweisungen, astronomische Geräte zu entwickeln, die Positions- und Zeitbestimmungen möglich machten. Hierzu förderte er besonders Jang Yeong-sil (장영실), den er am begabtesten hielt. Seine Konstruktionen von Klepsydren (Wasseruhren) sind weithin bekannt. Auch astronomische Geräte entwickelte er zahlreich. Angespornt von Sejong wurden auch Sonnenuhren und astronomische Uhren entwickelt, die die Zeit in der Nacht über die Sternkonstellation anzeigen konnten. Noch heute wird auf der Rückseite des 10.000 Won Geldscheins ein Gerät aus dieser Zeit abgebildet.

### Musik
König Sejong hatte ebenso seinen Einfluss auf die koreanische Musik seiner Zeit und darüber hinaus. Er entwickelte zusammen mit dem befreundeten Musiker Park Yeon (박연) die Idee, ein Instrument zum Stimmen anderer Musikinstrumente zu schaffen. Eine Quelle gibt an, dass König Sejong eine Bambusflöte (yulgwan, 율관) entwickelt hat, die einen Basiston (hwangjong, 황종) abgab, der von seiner Tonhöhe dem westlichen „C“ vergleichbar war und zum Stimmen aller in einem Musikstück verwendeten Musikinstrumente verwendet wurde, und eine weitere Quelle beschreibt, dass Park Yeon eine Flöte schuf, die Hwangjongwan (황종완) genannt wurde und mit der über zwölf Grundtöne andere Musikinstrumente gestimmt werden konnten. Über die neue Technik wurden alle Musikinstrumente des Hofes aufeinander abgestimmt.
König Sejong komponierte zusammen mit Park Yeon über zweihundert Musikstücke, einige davon waren seine sehr persönlichen Werke. Auch schuf er mit dem Jeongganbo (정간보) ein System der Notation, nachdem komponiert werden und mit dem sowohl die Tonhöhe als auch die Tonlänge dargestellt werden konnte. Das System wird noch heute zusammen mit dem im Westen gebräuchlichen Notationssystem in Korea genutzt.

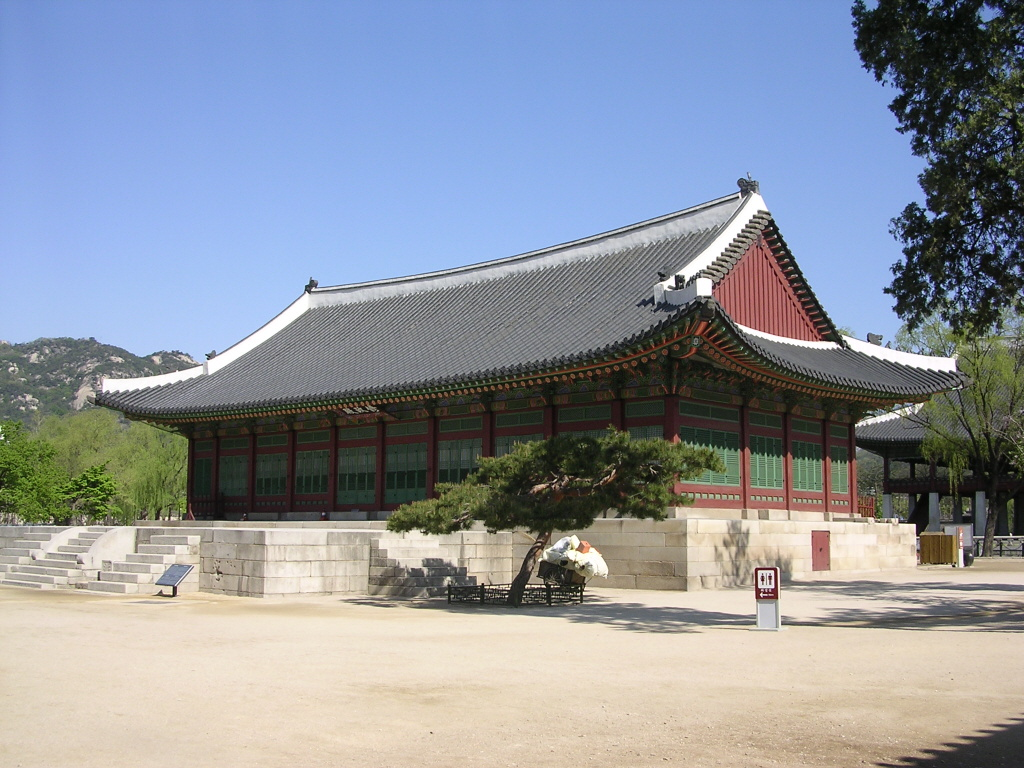
Sujeongjeon-Halle, wo König Sejong das Hangeul-Alphabet entwickelt hat.
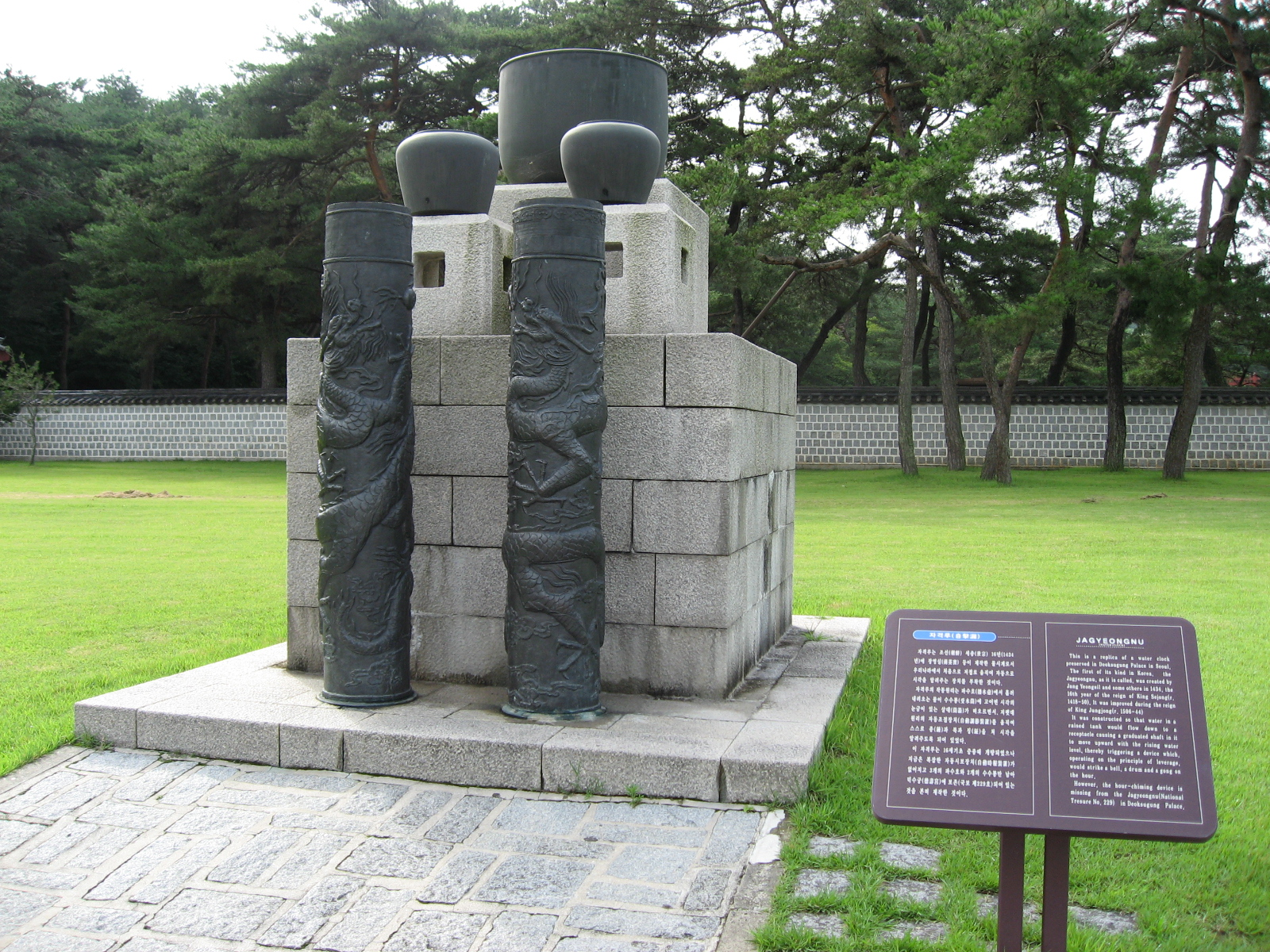
Klepsydra (Wasseruhr) (Nachbau zur Anschauung)
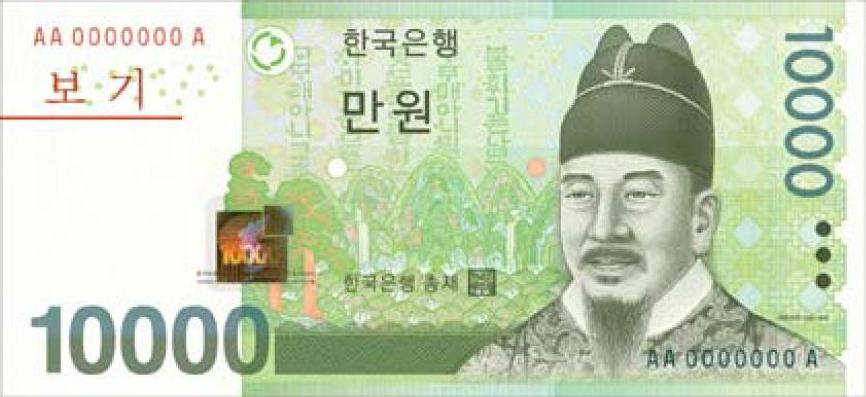
König Sejong auf der Vorderseite der 10.000 Won Banknote
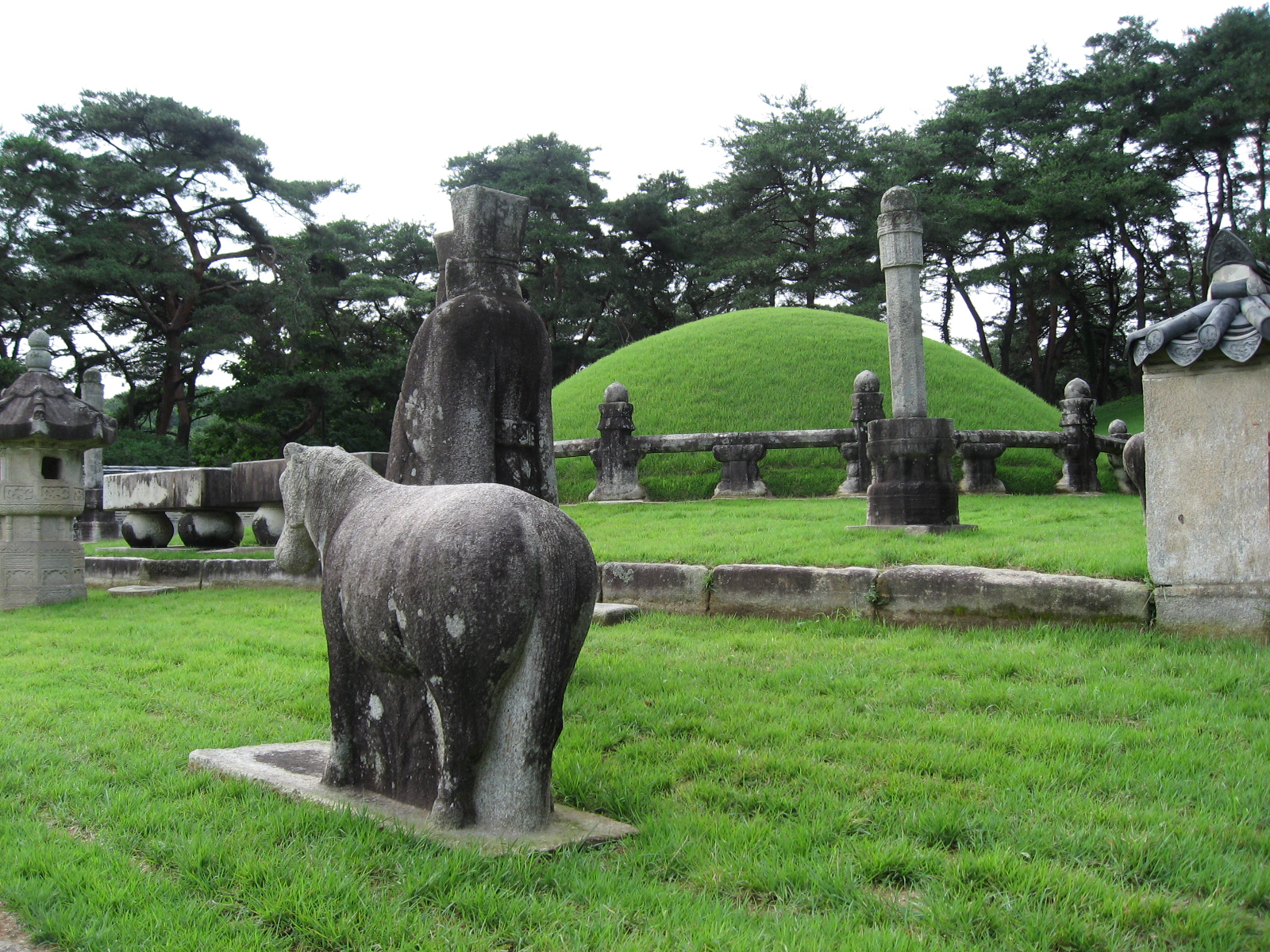
Grabanlage Yeongneung in Yeoju, Provinz Gyeonggi-do

### Rechtswesen
König Sejong führte die Möglichkeit Verurteilter, gegen eine richterliche Entscheidung Berufung einlegen zu können, in das Rechtssystem ein. Zeitgleich verfügte er, das Richter für ihre Urteile nicht bestraft werden konnten. Auch sorgte er dafür, dass das Volk die wichtigsten Gesetze kennen lernte. Er vertrat die Ansicht, dass man einfachen Leuten nicht vorwerfen konnte Gesetze übertreten zu haben, wenn sie keine Kenntnisse von jenen Gesetzen besaßen. Auch verfügte er, dass Urteile nicht so hart ausfallen und einfache Leute milder bestraft werden sollten als Wohlhabende. Die humanere Ausstattung der Gefängnisse war ihm ein weiteres Anliegen. Sie sollten zum Beispiel im Sommer kühl und im Winter warm gehalten werden. Darüber hinaus sollte es den Insassen ermöglicht werden, einmal in der Woche baden zu können.

### Steuerreform
Ein weiteres wichtiges Anliegen König Sejongs war es, eine gerechte Steuer zu erheben und Korruption durch seine Beamten zu verhindern. Bei seiner Steuerreform schwebte ihm vor, die Steuer jeweils auf Basis der Ernteerträge des Vorjahres zu erheben. Dafür ließ er 1430 eine Befragung von Bauern und Beamten organisieren, die ihm bei der Entscheidung helfen sollte. Nach vielen Diskussionen am Hofe und nach dem Ausräumen seiner Selbstzweifel wurde 1444 schließlich ein neues Steuersystem implementiert, bei dem das Land je nach Fruchtbarkeit in sechs Steuerkategorien und weiteren neun unterschiedlichen Steuerstufen aufgeteilt wurde.
Das Gesetz zur Einführung der neuen Steuer, Gongbeop (공법) genannt, reduzierte unter anderem die Steuer von zuvor 1/10 des Ertrages auf nunmehr 1/20, was aber nicht bedeutete, dass das Leben für die einfachen Bauern leichter wurde, sondern sich lediglich etwas verbesserte. Die Basis der Steuerberechnung sollte aber weit über seine Regierungszeit hinaus Bestand haben.

### Militär
Die Befriedung der nördliche Grenzgebiete des Joseon-Reiches, die von dem Volksstamm der Jurchen beeinflusst waren und in denen es immer wieder zu Aufstände kam, versuchte König Sejong durch eine zweiteilige Strategie zu erreichen. Zum einen stärkte er durch den Bau von Verteidigungsanlagen entlang der Flüsse Tumen und Yalu sein Militär und brachte durch militärische Maßnahmen die Jurchen unter Kontrolle. Zum anderen sorgte er durch eine Belebung des Handels für eine gewisse Befriedung. Auch Siedlungsmaßnahmen und Integration von Jurchen in Teile der Gesellschaft und des Militärs zeigten Erfolge. Um die Grenze im Norden auch sichern zu können, sorgte er zwischen den Jahren 1431 und 1447 dafür, dass tausende Koreaner aus dem stärker bevölkerten Süden nach Norden zogen und dort siedelten. Zumindest zu seinen Lebzeiten konnte König Sejong so den Norden befrieden.

## Sejong sillok
Als Sejong sillok (세종 실록) werden die Gesamtheit der Aufzeichnungen bezeichnet, die während der Regierungszeit von König Sejong über alle Vorgänge am königlichen Hofe und die seiner Amtshandlungen, von dazu bestimmten Gelehrten erstellt worden sind. Der Begriff Sillok (실록), der übersetzt soviel bedeutet wie „schriftliche Geschichtsquelle“, besteht in seinem Gesamtwerk aus insgesamt 1893 Büchern, die die Zeit von 472 Jahren der Herrscher der Joseon-Dynastie, angefangen von König Taejo bis König Cheoljong, abdeckt. 163 Bücher davon sind alleine König Sejong gewidmet.

## UNESCO King Sejong Literacy Prize
Der UNESCO King Sejong Literacy Prize wurde 1989 in Erinnerung an König Sejong von der koreanischen Regierung gestiftet und ist mit 20.000 US$ dotiert. Die Preisträger, die Verdienste in Sachen Alphabetisierung erworben haben und mit dem Preis ausgezeichnet werden, bekommen zusätzlich eine Silbermedaille überreicht. Der Preis wird von der UNESCO verliehen.

## Weitere Namensverwendungen
- Sejong City, eine am 1. Juli 2012 eingeweihte neue Stadt, die aus dem Landkreis Yeongi-gun (연기군) in der Provinz Chungcheongnam-do (충청남도) hervorgegangen ist.[48]
- Sejong University (세종대학교), eine 1940 in Seoul gegründete Universität, die 1979 ihren jetzigen Namen bekam.[49]
- Sejong Center (세종문화회관), das größte in Seoul befindliche kulturelle Zentrum mit Theater, Veranstaltungshalle und Kunstgalerie.[50]
- King Sejong Institute Foundation, das Bildungsinstitut unterstützt die King Sejong Institute in der Welt und stellt sicher, dass in allen Instituten die koreanische Sprache nach dem gleichen System gelehrt und vermittelt wird sowie Prüfungen nach einem einheitlichen Standard abgehalten werden.[51]
- zahlreiche Bildungsinstitute in vielen Ländern der Welt, die den Namen Sejong in ihrem Namen tragen, wie zum Beispiel das King Sejong Institute Tübingen an der Eberhard Karls Universität Tübingen.[52]
- Sejong-Hyeong, ein vorgeschriebener Bewegungsablauf im Taekwondo mit 24 Bewegungen, entsprechend den 24 Grundbuchstaben des von Sejong erfundenen koreanischen Alphabets.
- Der Asteroid (7365) Sejong ist nach ihm benannt.